# Dicranomyia (Dicranomyia) satura
Dicranomyia (Dicranomyia) satura is een tweevleugelige uit de familie steltmuggen (Limoniidae). De soort komt voor in het Afrotropisch gebied.